# Marshall Allen
Marshall Allen (Louisville, 1924. május 25. –) amerikai altszaxofonos. Marshall Allen amerikai free jazz és avantgarde jazz altszaxofonos. Játszik fuvolán, oboán, pikolón és EWI-n is.
Allen leginkább a Sun Raval végzett munkáiról ismert, hiszen az 1950-es évek vége óta nagyrészt vele lépett fel. Sun Ra halála óta (1993) vezeti a The Sun Ra Arkestrát. A dzsesszkritikus Jason Ankeny szerint Marshall „a háború utáni kor egyik legjellegzetesebb és legeredetibb szaxofonosa”.

## Pályakép
Allen az Egyesült Államok Kentucky államában, Louisville-ben született. A második világháború alatt katonaként Franciaországban állomásozott. Altszaxofonozni Párizsban tanult meg. Európában Art Simmonsszal és James Moody-val játszott.
Allen Leginkább az altszaxofon kirobbanó, kaotikus hangeffektusairól híres. Néhányan ezt "pirotechnikai" játékstílusnak nevezték.
A Sun Raval kialakult hosszú kapcsolata révén annak 1958-tól annak haláláig, 1993-ig szinte kizárólagosan vele lépett fel, bár a The Sun Ra Arkestra-n kívül is készített felvételeket, például Paul Bley együttesével 1964-ben és Akin Euba együttesével az 1960-as évek közepén.
Sun Ra halála óta Allen vezeti az Arkestrát.
2004 májusában Allen az Arkestra színpadán ünnepelte 80. születésnapját a New York-i Ninth Vision fesztiválon való fellépésük részeként.
Allen gyakran szerepelt New Yorkban Henry Grimes basszusgitárossal, és részt vett az Innerzone Orchestra-ban Francisco Mora Catlettel, Carl Craiggel és másokkal együtt Sun Ra zenéjének elismerései alkalmával.
2022. óta az Arkestral Institute of Sun Ra néven ismert Morton Street 5626. szám alatti épület történelmi nevezetességként szerepel a Philadelphia Register of Historic Places nyilvántartásában.
Bár a Sun Ra Arkestrával és zenésztársakkal rengeteg albumot készített, első igazi szólólemezét csak százévesen adta ki. A New Dawn című anyag 2025 februárjában jelent meg, és énekel rajta Neneh Cherry is. 

## Albumok
- 1998: Mark–n–Marshall: Monday
- 1998: Mark–n–Marshall: Tuesday
- 2000: PoZest
- 2003: [The All-Star Game: with Hamid Drake, Kidd Jordan, William Parker, and Alan Silva
- 2003: Opportunities & Advantages, with Elliott Levin and the Tyrone Hill Quintet
- 2005: Ten by Two, with Terry Adams
- 2005: Cosmic Tsunami, with Michael Ray, Toshi Makihara, and Jeffrey Shurdut
- 2010: Night Logic, with Matthew Shipp and Joe Morris
- 2011: Vibrations of the Day, with Konstrukt, Hüseyin Ertunç, and Barlas Tan Özemek
- 2014: Two Stars in the Universe, with Kash Killion
- 2019: Ceremonial Healing, with Danny Ray Thompson, Jamie Saft, Trevor Dunn, Pándi Balázs, and Roswell Rudd
- 2020: Flow States, with Roscoe Mitchell, Scott Robinson, and  Milford Graves
- 2025: New Dawn

## Díjak
- 2012: Pew Fellowship in the Arts

## Fordítás
Ez a szócikk részben vagy egészben  a   Marshall Allen című angol Wikipédia-szócikk ezen változatának fordításán alapul.  Az eredeti cikk szerkesztőit annak laptörténete sorolja fel. Ez a jelzés csupán a megfogalmazás eredetét és a szerzői jogokat jelzi, nem szolgál a cikkben szereplő információk forrásmegjelöléseként.